# ایپاک
ایپاک (انگلیسی: Epoch) شرکت بازی ویدئویی ژاپنی است، که در سال ۱۹۵۸ تأسیس شد.